# Stéphane Antiga

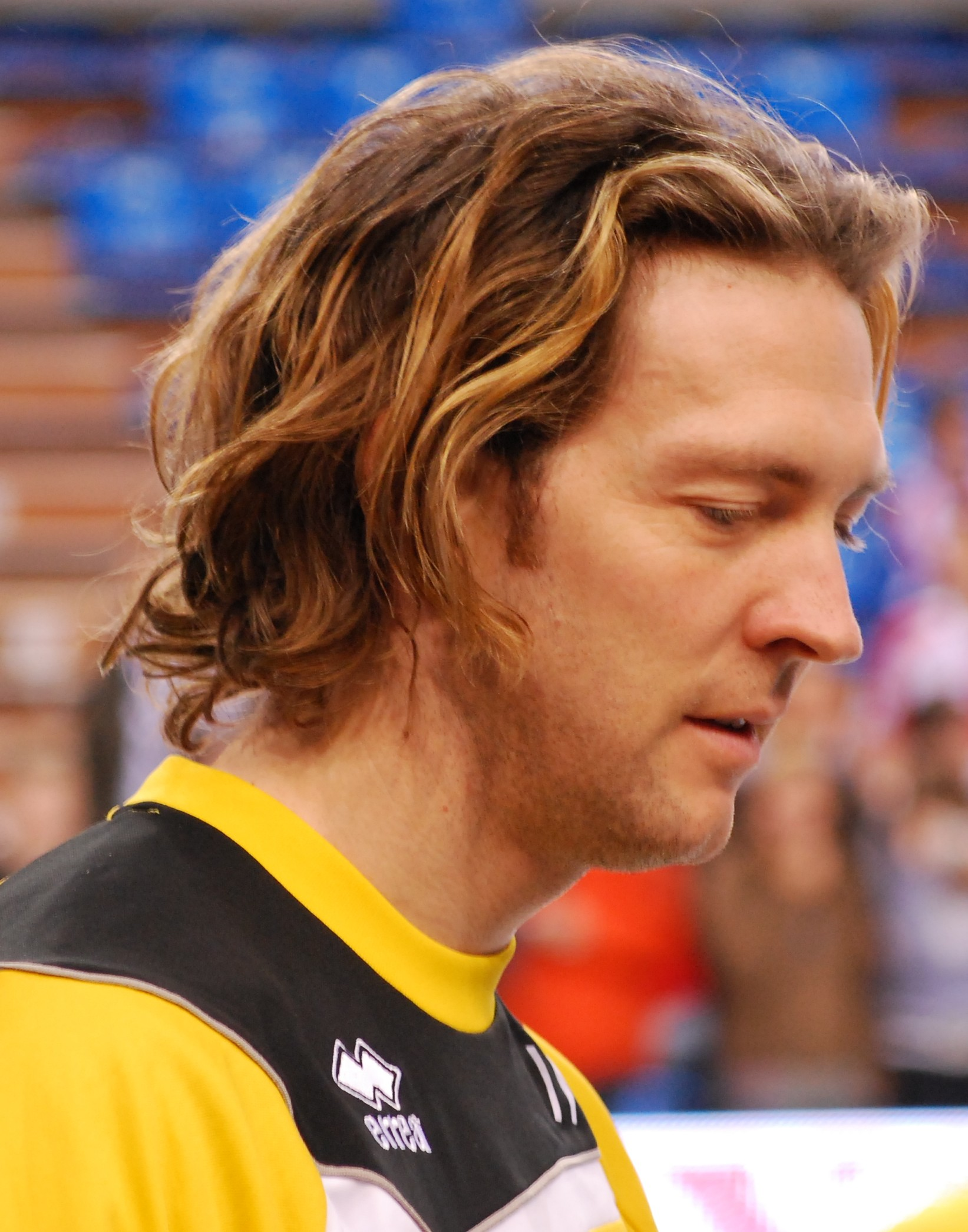
Antiga jako zawodnik PGE Skry Bełchatów w sezonie 2009/2010

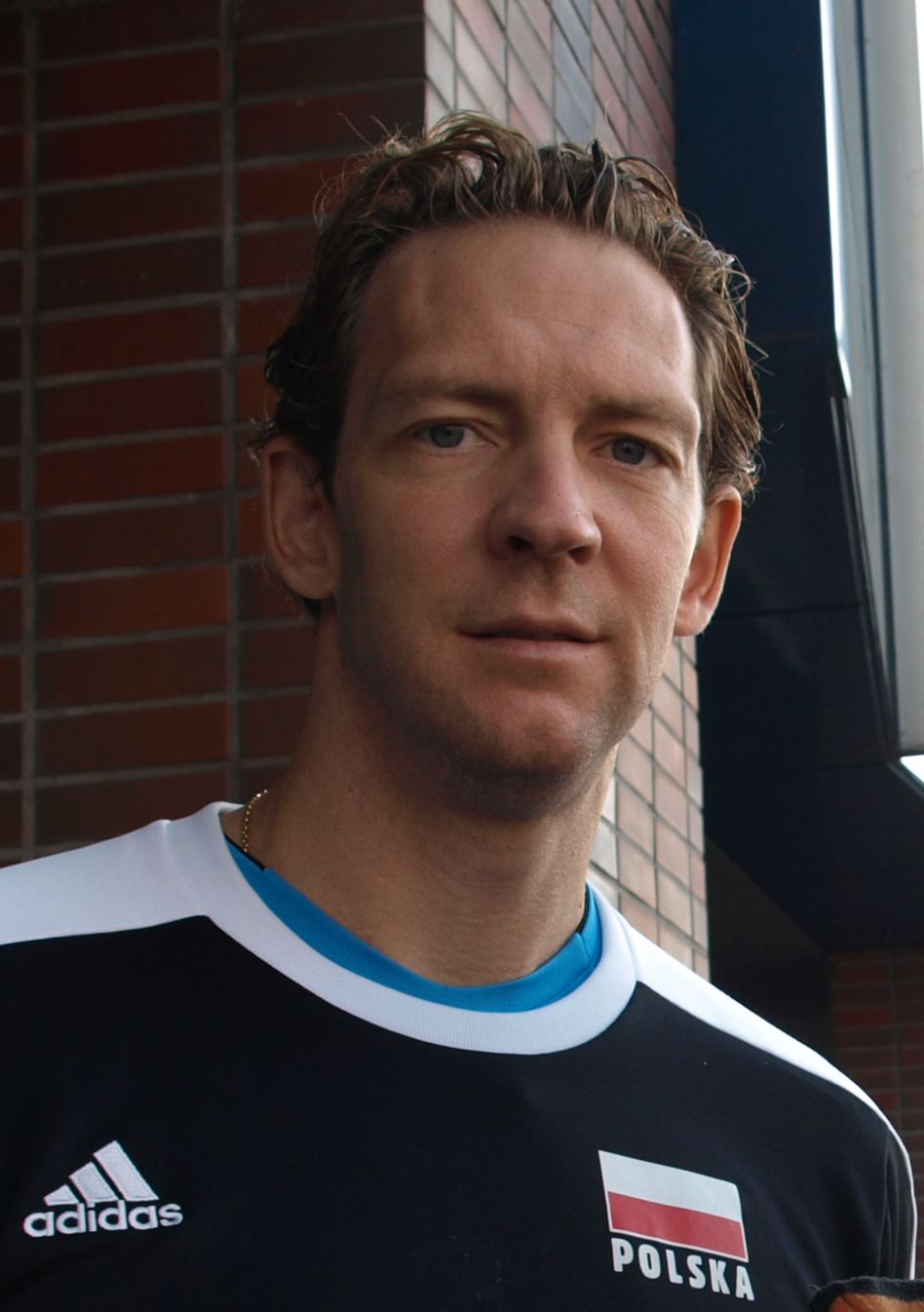
Antiga jako trener reprezentacji Polski, wrzesień 2014

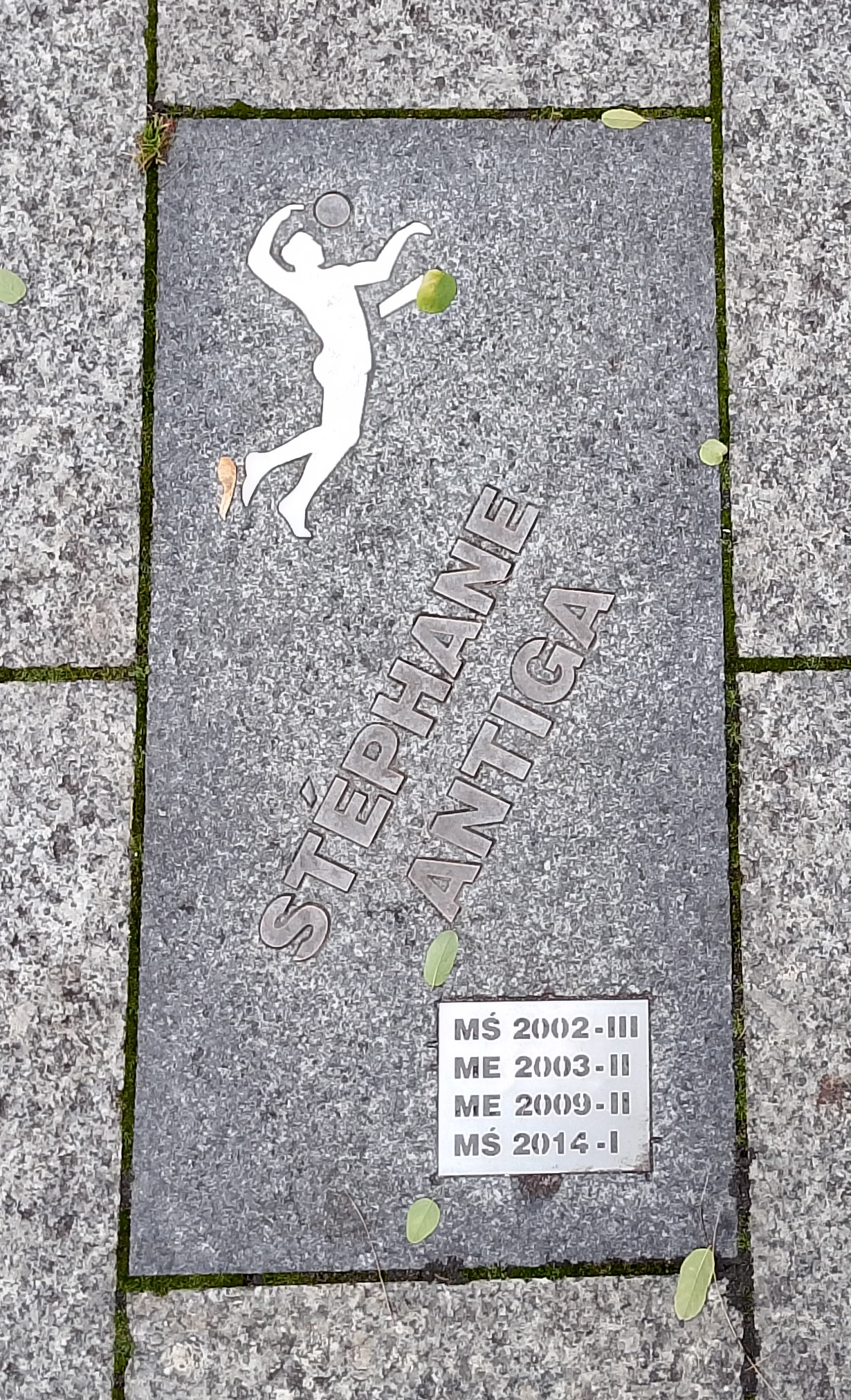
Tablica w Siatkarskiej Alei Gwiazd w Bełchatowie

Stéphane Antiga (ur. 3 lutego 1976 w Suresnes) – francuski siatkarz, grający na pozycji przyjmującego. W latach 2014–2016 selekcjoner reprezentacji Polski siatkarzy. 

## Życie prywatne
Jest żonaty. Swoją przyszłą żonę poznał w wieku 14 lat. Ma syna Timote’a oraz córkę Manoline. 24 lutego 2025 roku jego syn wraz z kolegami z klasy zajęli 3. miejsce w konkursie programowania zespołowego Code Quest w Polsce w kategorii Novice. Jego 17-letnia córka Manoline w sezonie 2025/2026 będzie zawodniczką beniaminka z II ligi, w drużynie AZS UMCS Lublin. Jego pasją było nurkowanie, od kiedy zobaczył film „Wielki błękit”. Nurkował w wielu miejscach na świecie, takich jak Polinezja Francuska czy Antyle.

## Kariera

### Kariera klubowa
Karierę zaczynał w 1994 roku w barwach akademickiego klubu sportowego Paris UC, z którego sekcji siatkówki powstał w 1998 roku klub Paris Volley. W barwach tych zespołów zdobył 7 tytułów mistrza Francji (1996–1998, 2000–2003), 4 Puchary Francji (1997, 1999, 2000, 2001), raz zwyciężył w europejskiej Lidze Mistrzów siatkarzy (2001), wywalczył Superpuchar Europy (2001) i Puchar Zdobywców Pucharów (2000).
W 2003 roku wyjechał do Włoch reprezentując barwy Bre Banca Lannutti Cuneo. W sezonie 2003/2004 osiągnął w barwach tego zespołu finał Pucharu Włoch, a w Serie A jego zespół odpadł w ćwierćfinałach play-off. Następnie przeniósł się do Hiszpanii, gdzie w latach 2004–2007 występował w zespole CV Pòrtol, gdzie w ciągu trzech sezonów zdobył dwa tytuły mistrza Hiszpanii (2006, 2007), dwa Puchary Hiszpanii (2005, 2006) i jeden Superpuchar (2005).
Od 2007 roku do końca kariery w 2014 roku występował w lidze polskiej. Był pierwszym wielkim siatkarzem z zagranicy, który trafił do polskiej ligi. Występy w lidze zaczynał w Skrze Bełchatów, gdzie cztery razy z rzędu zdobywał mistrzostwo Polski (2008–2011), dwa Puchary Polski (2009, 2011), dwukrotnie został klubowym wicemistrzem świata 2009, 2011 i dwukrotnie zdobył trzecie miejsce w Lidze Mistrzów siatkarzy (2008, 2010). W 2011 roku przeszedł do zespołu Delecta Bydgoszcz, gdzie występował przez dwa kolejne sezony. 26 kwietnia 2013 roku ponownie został siatkarzem Skry Bełchatów.
27 kwietnia 2014 roku po meczu finałowym o mistrzostwo Polski z Asseco Resovią, wygranym 3:0, Antiga zakończył karierę siatkarską.

### Kariera reprezentacyjna
W latach 1998–2010 wystąpił w 306 meczach reprezentacji Francji. Był brązowym medalistą mistrzostw świata z 2002 roku i dwukrotnie wywalczył z tą reprezentacją wicemistrzostwo Europy w 2003 i 2009 roku. Zdobył też srebrny medal Ligi Światowej w 2006 roku. Z reprezentacją Francji uczestniczył w igrzyskach olimpijskich w Atenach w 2004 roku, gdzie jego reprezentacja odpadła już w fazie grupowej. W kwietniu 2011 roku ogłosił zakończenie reprezentacyjnej kariery.

### Kariera trenerska
24 października 2013 roku został ogłoszony selekcjonerem reprezentacji Polski, funkcję zaczął pełnić w maju 2014 roku po zakończeniu kariery zawodniczej. 21 września 2014 w meczu finałowym po zwycięstwie nad reprezentacją Brazylii (3-1), odniósł swój pierwszy trenerski sukces i zdobył wraz z reprezentacją Polski mistrzostwo świata.
10 stycznia 2015 roku Stephane Antiga i Łukasz Kruczek zostali zwycięzcami 80. Plebiscytu Przeglądu Sportowego i Telewizji Polskiej w kategorii trener roku 2014.
30 marca 2015 roku otrzymał statuetkę Wiktora 2014 w kategorii „Odkrycie Roku”.
10 października 2016 roku Polski Związek Piłki Siatkowej ogłosił rozwiązanie kontraktu trenerskiego z Francuzem.
Kilka miesięcy później, 14 grudnia 2016 roku ogłoszono Antigę selekcjonerem reprezentacji Kanady, pracę rozpoczął od 1 maja następnego roku. W pierwszym sezonie pracy podopieczni trenera zdobyli brązowy medal Ligi Światowej. Na początku października 2018 roku szkoleniowiec, z przyczyn osobistych, zrezygnował z posady.
Od 16 maja 2019 był trenerem żeńskiego klubu Developres Rzeszów. 8 lutego 2022 klub ogłosił, że przedłużono umowę z Antigą o kolejne 2 lata. W grudniu 2023 poinformowano, że po sezonie 2023/2024 Francuz odejdzie z zespołu. 14 marca 2025 ogłoszono, że powróci do Developres Rzeszów jako trener do końca sezonu. Od sezonu 2025/2026 będzie trenerem Bogdanki LUK Lublin.

## Sukcesy jako siatkarz

### klubowe
| Klub               | Osiągnięcie                      | Trofeum        | Rok                          |
| Paris UC           | Mistrzostwo Francji              | złoto · srebro | 1996, 1997, 1998 1995        |
| Paris UC           | Puchar Francji                   | złoto          | 1997                         |
| Paris UC           | Liga Mistrzów                    | brąz           | 1998                         |
| Paris Volley       | Puchar Francji                   | złoto          | 1999, 2000, 2001             |
| Paris Volley       | Mistrzostwo Francji              | złoto · srebro | 2000, 2001, 2002, 2003 1999  |
| Paris Volley       | Puchar Europy Zdobywców Pucharów | złoto          | 2000                         |
| Paris Volley       | Liga Mistrzów                    | złoto          | 2001                         |
| Paris Volley       | Superpuchar Europy               | złoto          | 2001                         |
| Son Amar Palma     | Puchar Hiszpanii                 | złoto          | 2005, 2006                   |
| Son Amar Palma     | Puchar CEV                       | srebro         | 2005                         |
| Son Amar Palma     | Mistrzostwo Hiszpanii            | złoto · srebro | 2006, 2007 2005              |
| Son Amar Palma     | Superpuchar Hiszpanii            | złoto          | 2005                         |
| Son Amar Palma     | Puchar Top Teams                 | srebro         | 2006                         |
| PGE Skra Bełchatów | Liga Mistrzów                    | brąz           | 2008, 2010                   |
| PGE Skra Bełchatów | Mistrzostwo Polski               | złoto          | 2008, 2009, 2010, 2011, 2014 |
| PGE Skra Bełchatów | Puchar Polski                    | złoto          | 2009, 2011                   |
| PGE Skra Bełchatów | Klubowe Mistrzostwa Świata       | srebro         | 2009, 2010                   |

### reprezentacyjne
Mistrzostwa Świata:
- 2002

Mistrzostwa Europy:
- 2003, 2009

Liga Światowa:
- 2006

### Nagrody indywidualne
- 2001: MVP turnieju finałowego Ligi Mistrzów
- 2005: Najlepszy przyjmujący turnieju finałowego Pucharu CEV
- 2009: MVP fazy zasadniczej PlusLigi w sezonie 2008/2009
- 2009: Najlepszy przyjmujący Mistrzostw Europy w Turcji
- 2013: MVP fazy zasadniczej PlusLigi w sezonie 2012/2013

## Sukcesy jako trener

### klubowe
Onico Warszawa - mężczyźni
PlusLiga:
- 2019

KS DevelopRes Rzeszów - kobiety
Tauron Liga:
- 2020, 2021, 2022[27], 2023[28], 2024[29]

Superpuchar Polski:
- 2021, 2022

### reprezentacyjne
Polska
Mistrzostwa Świata:
- 2014

Puchar Świata:
- 2015

Kanada
Liga Światowa:
- 2017

Mistrzostwa Ameryki Północnej, Środkowej i Karaibów:
- 2017

## Odznaczenia
27 października 2014 roku za wybitne zasługi dla rozwoju polskiego sportu, za osiągnięcia w pracy szkoleniowej został odznaczony przez prezydenta Bronisława Komorowskiego Krzyżem Kawalerskim Orderu Zasługi Rzeczypospolitej Polskiej.
10 grudnia 2014 roku otrzymał z rąk Ambasadora Republiki Francuskiej w RP Pierre Buhlera Złoty medal za zasługi dla Sportu i Młodzieży (Médaille d'or de la jeunesse, des sports et de l’engagement associatif), będący najwyższym francuskim odznaczeniem sportowym.